# Carl Engelen
Charles "Carl" Roza Emiel Engelen (4 februari 1948) is een voormalig Belgisch voetballer, die speelde als doelman. Na zijn actieve carrière als voetballer ging hij aan de slag als trainer, waarbij hij sinds het seizoen 2018-2019 keeperstrainer is bij Lierse Kempenzonen.

## Carrière
Engelen kreeg zijn jeugdopleiding bij KFC Excelsior Bouwel, waar hij op 16-jarige leeftijd kon doorstromen naar de eerste ploeg. Na één seizoen werd hij daar in 1965 weggehaald door toenmalig eersteklasser Lierse SK. Tijdens zijn verblijf van meer dan 20 seizoenen bij de club stond hij twee keer in de finale van de Beker van België, in 1969 en 1976. Enkel in 1969 kon er gewonnen worden.
In 1985 trok Engelen naar KVVOG Vorselaar. Hier was hij één seizoen actief als speler-trainer, om nadien nog twee seizoenen als enkel trainer af te werken. Uiteindelijk werd dit ook zijn enige passage als hoofdcoach, nadien ging hij als keeperstrainer aan de slag bij onder meer toenmalig eersteklassers KVC Westerlo en Lierse SK, om uiteindelijk momenteel actief te zijn bij het in 2018 gefuseerde Lierse Kempenzonen.